# Oliphants Drift
Oliphants Drift é uma vila localizada no distrito de Kgatleng em Botswana. Possuía, em 2011, uma população estimada de 925 habitantes.